# Sara Ruddick
Sara Ruddick (nom de naixement, Sara Elizabeth Loop; 17 de febrer de 1935 – 20 de març de 2011) va ser una filòsofa feminista, autora del llibre Maternal Thinking: Toward a Politics of Peace.

## Biografia
Ruddick va estudiar al Vassar College en 1957 i es va llicenciar a la Universitat Harvard en 1964. Va donar classes de filosofia i estudis de la dona a la New School of Social Research durant quaranta anys. Va ser distingida amb el premi de Distinguished Woman Philosopher of the Year per la Society for Women in Philosophy en 2002. Un panell celebrant el seu treball es va dur a terme en la trobada de la American Philosophical Association a San Diego en 2012. Va participar en el projecte d'història oral, Feminist Philosophers: In Their Own Words, que proporciona entrevistes amb importants filòsofes feministes involucrades en el moviment feminista durant les dècades dels 60 i 70.

## Investigació i publicacions
Ruddick és coneguda pels seus anàlisis de les pràctiques de pensament que emergeixen de la cura dels nens. Va argumentar que la maternitat és una activitat conscient que requereix eleccions, decisions diàries i una reflexió contínua i alerta. Lisa Baraitser descriu així la seva contribució: "Juntament amb Adrienne Rich, Ruddick va ser probablement la pensadora filosòfica més important per abordar el tema de maternar ('mothering') i la maternitat ('motherhood') des de la segona onada del feminisme, i en un esperit similar al de Grace Paley, per estendre la seva anàlisi de maternar sota el patriarcat al desenvolupament dels valors necessaris per oposar-se al militarisme i la guerra."